# Myrmica sinoschencki
Myrmica sinoschencki  (лат.) — вид мелких муравьёв рода Myrmica (подсемейство мирмицины).

## Распространение
Южная Азия: южный Китай, Сычуань

## Описание
Мелкие коричневые муравьи длиной около 5 мм с длинными шипиками заднегруди.  Скапус усика рабочих угловатый на изгибе и с небольшой лопастью; петиоль с явным стебельком спереди. Жвалы с 7 зубцами. Стебелёк между грудкой и брюшком состоит из двух члеников: петиолюса и постпетиолюса (последний четко отделен от брюшка), жало развито, куколки голые (без кокона). Брюшко гладкое и блестящее. Половые особи (самки и самцы) и биология не исследованы.

## Систематика
Близок к видам из группы Myrmica schencki-group, отличаясь от них (кроме видов Myrmica onoyamai и Myrmica inucta) отчётливо более широким лбом (лобный индекс FI > 0,33 vs. ≤ 0,32) и вдавленным спереди и посередине наличником. Вид был впервые описан в 2008 году энтомологами А. Г. Радченко (Украина) и Г. Элмсом (Великобритания). Название вида M. sinoschencki происходит от латинского имени Китая (Sinae) и сходного вида M. schencki.